# امیرحسین آذری
امیرحسین آذری  (زاده ‎۲۱ شهریور ۱۳۷۷) بازیکن بسکتبال ۳ نفره اهل ایران است. از افتخارات وی میتوان به کسب مدال برنز در بازی‌های آسیایی ۲۰۱۸ اشاره کرد. 